# Siphona podacina
Siphona podacina là một loài ruồi trong họ Tachinidae.